# 鲁阿塔尼瓦湖
鲁阿塔尼瓦湖（Lake Ruataniwha）是新西兰南岛麦肯齐盆地的一个人工湖。該人工湖於1977年至1981年開挖，是怀塔基水力發電项目的一部分。它位于坎特伯雷大区和奥塔哥大区的边界上，位於特威泽尔镇以北两公里。